# Ech Chettia
Ech Chettia är en ort i Algeriet.   Den ligger i provinsen Chlef, i den norra delen av landet, 170 km väster om huvudstaden Alger. Ech Chettia ligger 140 meter över havet och antalet invånare är 60 170 (2008).